# 범블비 (트랜스포머)

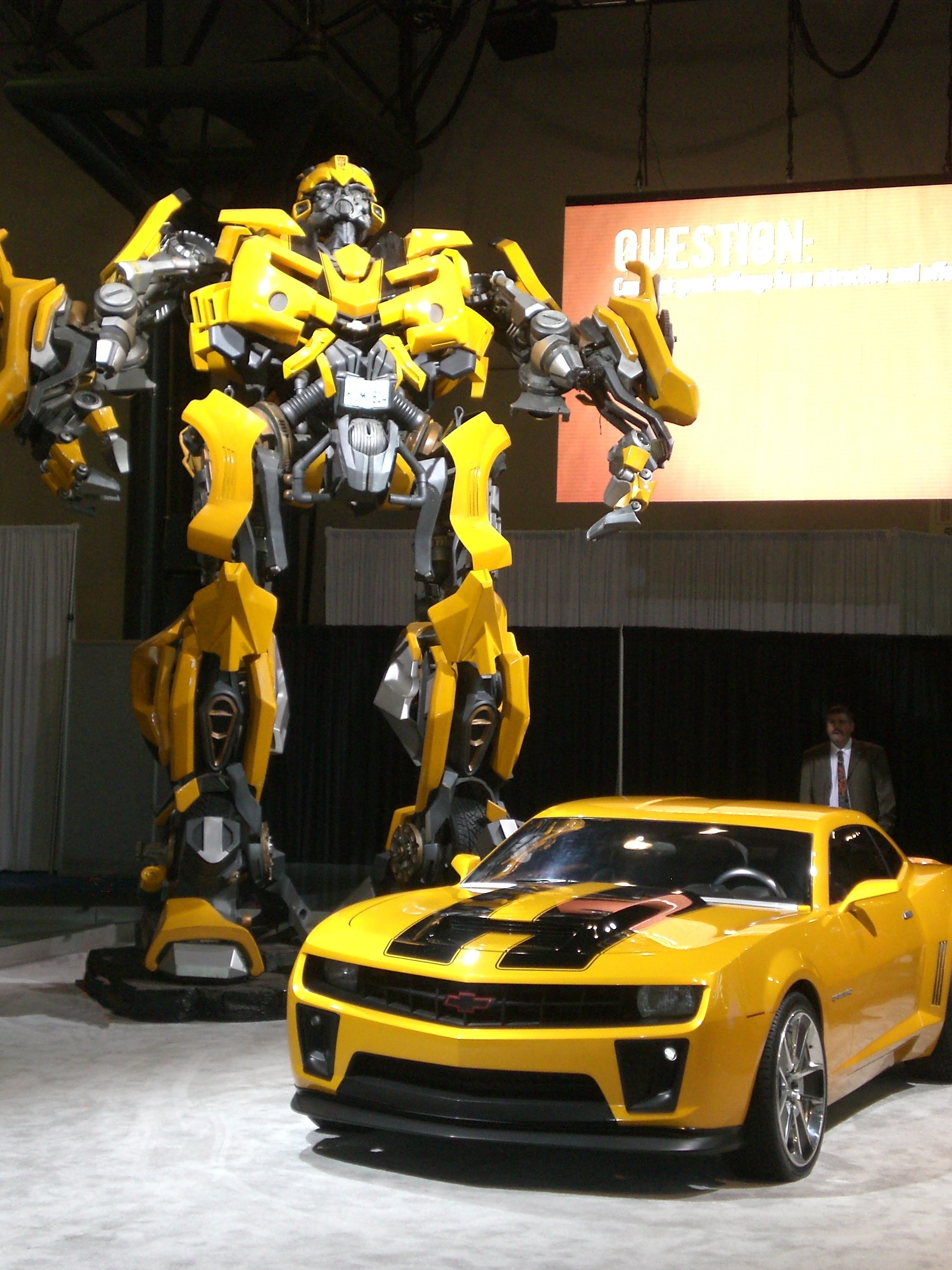
트랜스포머 영화의 범블비

트랜스포머 프랜차이즈에서 등장하는 범블비(Bumblebee)는 노란색이 대표인 오토봇 정찰병이다. 다중우주 설정으로 다른 세계관, 다른 트랜스포머 작품의 범블비도 등장하나 다른 인물들이다.

## 또다른 범블비

### DC슈퍼히어로 걸스
- 범블비

## 상세
원작 G1 세계관 애니메이션에서는 중상으로 개조되어 골드버그 (Goldbug) 로 다시 탄생한다. 실사영화 세계관에서는 클리프점퍼와 사이버트론 경비병이었으며 성격이 오락가락 하는 캐릭터이다. 영화 세계관 속 2편과 3편 사이의 이야기를 다루는 Alliance에서 스타스크림의 공격으로 1편의 후반부에서 회복된 목소리가 다시 손상된다.
트랜스포머 애니메이티드 세계관에서는 슈퍼 미니 경찰차으로 변형하며 엘리트 가드 훈련병이었으며 센티널 프라임 아래에서 훈련 교육을 받았다.
워 포 사이버트론의 얼라인드 세계관인 작품 트랜스포머 프라임에서는 팀 프라임에서 젊고 정찰병 역할과 능숙한 전사 캐릭터로 묘사된다.

## 성우
- 트랜스포머 G1 - 댄 길베잔
- 트랜스포머 - 마크 라이언
- 트랜스포머: 워 포 사이버트론 - 조니 용 보쉬
- 트랜스포머 프라임, 트랜스포머 로봇 인 디스가이즈 - 윌 프리들